# Rheotanytarsus ramirezae
Rheotanytarsus ramirezae är en tvåvingeart som beskrevs av Kyerematen och Andersen 2002. Rheotanytarsus ramirezae ingår i släktet Rheotanytarsus och familjen fjädermyggor. Inga underarter finns listade i Catalogue of Life.